# Забывание
Забывание — процесс, полностью противоположный запоминанию; потеря человеком возможности воспроизведения и опознания ранее известной ему информации.
Забывание бывает полным либо частичным, длительным или временным.
При полном забывании человек не узнает информацию. Частичное характеризуется возможностью воспроизвести не всю информацию, или всю с многочисленными ошибками.
При длительном забывании человек не может в течение долгого времени вспомнить что-нибудь. Самым распространенным является временное забывание — невозможность человеком воспроизвести материал на протяжении небольшого промежутка времени.
Временное забывание физиологи объясняют торможением временных нервных связей, а полное забывание — их распадом.
Процесс забывания протекает неравномерно: сначала быстро, а потом медленно.

## Причины
Самой распространенной причиной забывания является недостаточное качество запоминания, плохое закрепление поступившей информации.
На качество запоминания влияют возраст человека, характер информации и её использования: быстрее забывается та информация, которая имеет второстепенное значение, а материал, который несёт смысловую нагрузку, остаётся в памяти на долгое время. Проблемы с запоминанием, изучением и сохранением новой информации являются одними из наиболее распространенных жалоб пожилых людей.
Ещё одной причиной забывания является интерференция — забывание материала в результате изучения чего-то нового.
Также забывание может происходить по желанию человека, который пытается забыть неприятную ситуацию.
В 1966 году гарвардские психологи Роджер Браун и Дэвид Макнейл сообщили о первом исследовании состояния, когда слово как будто вертится на языке, и назвали его TOT state (от английского выражения tip of the tongue). 

## Профилактика
Основным средством борьбы с забыванием является постоянное повторение информации. Для большей эффективности повторение следует начинать как можно раньше, а не тогда, когда информация уже почти забыта.
Действенным способом борьбы с забыванием является применение знаний на практике.
Также, при запоминании следует использовать все виды памяти: зрительную, слуховую, двигательную. Например, материал сначала записывают, читают, потом, повторяют вслух или про себя.
Так же исследования показали, что есть несколько видов здорового образа жизни, которые в некоторой степени могут предотвратить такое частое забывание. Один из самых простых способов сохранить мозг здоровым и предотвратить забывание — оставаться активным и заниматься спортом. Когда тело здорово, мозг тоже меньше воспален. Было обнаружено, что у пожилых людей, которые были более активны, было меньше эпизодов забывания по сравнению с теми пожилыми людьми, которые были менее активны. Здоровая диета также может способствовать более здоровому мозгу и процессу старения, что, в свою очередь, приводит к менее частому забыванию. 